# Selma Bacha
Selma Bacha (Lió, 9 de novembre de 2000) és una futbolista internacional francesa que juga com a lateral esquerre a l'Olympique de Lió. És d'origen algerià i tunisià.

## Biografia

### Carrera

#### Carrera de club
Selma Bacha va jugar del 2008 al 2009 al FC Gerland i després es va incorporar a l'Olympique de Lió. Va debutar a primera divisió així com a la Lliga de Campions femenina durant la temporada 2017-2018.
Va ser nominada al premi a la millor esperança de l'any als Trofeus de futbol UNFP 2018.
El 2020, va aconseguir el triplet de la Lliga de Campions-Copa de França-Campionat francès amb l'OL. L'arribada de la internacional francesa Sakina Karchaoui al club en el període de transferència del 2020 la va limitar a un paper de lateral esquerra per a la temporada 2020-2021.

#### Carrera de selecció
Té nou convocatòries amb la selecció francesa sub-16 el 2016 (amb dos gols marcats), tretze seleccions amb la selecció francesa sub-17 entre el 2016 i el 2017 (amb cinc gols marcats), incloent tres partits a la fase final del 2017 al Campionat d'Europa sub-17 i cinc partits amb la selecció francesa sub-20 des del 2017. Va participar al Mundial sub-20, organitzat a França, on va quedar semifinalista, perdent contra Espanya; va perdre la tercera posició del torneig als penals contra les angleses. Va guanyar l'Eurocopa sub-19 el 2019.
Va ser seleccionada per primera vegada a la selecció absoluta de França, el 26 de novembre de 2021 per al partit de classificació per al Mundial 2023, França-Kazakhstan. Va participar en el partit França-Gal·les el 30 de novembre i va marcar el seu primer gol amb l'equip de França.
El 2022, és una de les 23 seleccionades per competir al Campionat d'Europa d'Anglaterra amb les que van arribar a semifinals, perdent davant la selecció d'Alemanya.

## Estadístiques

### Club
Actualitzat a l'últim partit jugat el 29 de maig de 2022
| Club             | Temporada     | Lliga               | Lliga   | Lliga | Copa    | Copa | Continental | Continental | Altres  | Altres | Total   | Total |
| Club             | Temporada     | Divisió             | Partits | Gols  | Partits | Gols | Partits     | Gols        | Partits | Gols   | Partits | Gols  |
| ---------------- | ------------- | ------------------- | ------- | ----- | ------- | ---- | ----------- | ----------- | ------- | ------ | ------- | ----- |
| Olympique de Lió | 2017–18       | Division 1 Féminine | 11      | 0     | 6       | 2    | 6           | 0           | —       | —      | 23      | 2     |
| Olympique de Lió | 2018–19       | Division 1 Féminine | 15      | 0     | 2       | 0    | 7           | 1           | —       | —      | 24      | 1     |
| Olympique de Lió | 2019–20       | Division 1 Féminine | 6       | 0     | 4       | 0    | 5           | 0           | 0       | 0      | 15      | 0     |
| Olympique de Lió | 2020–21       | Division 1 Féminine | 10      | 0     | 1       | 0    | 5           | 0           | —       | —      | 16      | 0     |
| Olympique de Lió | 2021–22       | Division 1 Féminine | 19      | 3     | 2       | 0    | 11          | 0           | —       | —      | 32      | 3     |
| Total carrera    | Total carrera | Total carrera       | 61      | 3     | 15      | 2    | 34          | 1           | 0       | 0      | 110     | 6     |

## Palmarès

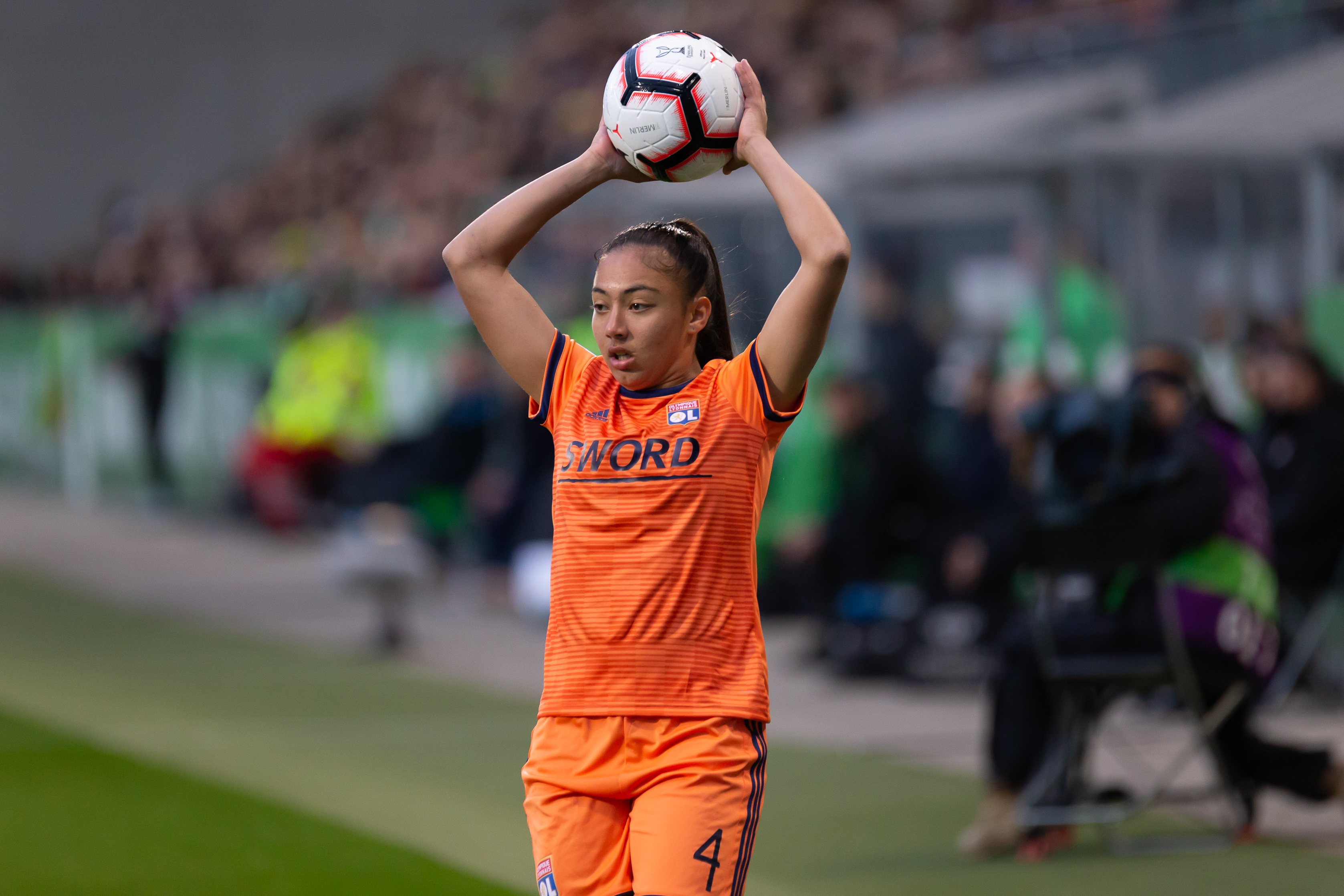
Amb l'Olympique de Lió el març de 2019

### En club
- Campionat de França (4)
  - Campió: 2018, 2019, 2020 i 2022
- Copa de França (2)
  - Guanyador: 2019 i 2020
  - Finalista: 2018
- Lliga de Campions femenina (4)
  - Guanyador: 2018, 2019, 2020 i 2022
- Rampionat Nacional sub-19
  - Finalista: 2016 i 2017[5] .

### En selecció
Selecció de França sub-19
- Euro -19 anys (1)
  - Guanyador: 2019

Selecció de França
- Torneig francès (1)
  - Guanyador: 2022

### Honors personals
- Trofeu D1 al jugador Arkema del mes de novembre de 2021[6]
- Jugador del mes del Trofeu D1 Arkema d'octubre de 2021[7]